# Mariolino Congiu
Mariolino Congiu (Cagliari, 15 dicembre 1913 – Cagliari, 6 maggio 1978) è stato un allenatore di calcio e calciatore italiano, di ruolo centrocampista.

## Carriera

### Giocatore
Esordisce nel Cagliari nella stagione 1936-1937, nella quale la squadra del capoluogo sardo vince il campionato regionale di Seconda Divisione, venendo promossa in Serie C. Congiu continua a vestire la maglia rossoblu anche nelle stagioni 1937-1938, 1938-1939 e 1939-1940, tutte in terza serie. Rimane nella squadra sarda anche nelle stagioni 1940-1941, 1941-1942 e 1942-1943, tutte nel campionato regionale di Prima Divisione, nel quale il Cagliari aveva rinunciato per ordine militare alla Serie C per la difficoltà dei collegamenti con il resto d'Italia per le trasferte a causa della Seconda guerra mondiale.

### Allenatore
Inizia ad allenare nella stagione 1939-1940, nella quale ricopre il doppio ruolo di giocatore ed allenatore, così come anche l'anno seguente e nella parte finale della stagione 1941-1942. Mantiene entrambi i ruoli anche nella stagione 1942-1943, la sua ultima da calciatore, mentre dalla stagione 1944-1945 (nella quale il Cagliari gioca nel "campionato misto sardo") ricopre esclusivamente il ruolo di allenatore degli isolani. Rimane in panchina anche nella stagione 1945-1946, nella quale vince il girone unico del campionato regionale di Prima Divisione. Viene poi richiamato dal Cagliari nella stagione 1949-1950, nella quale subentra in panchina ad Armando Latella conquistando un 6º posto nel campionato di Serie C. Rimane in panchina anche per tutta la stagione successiva, chiusa con un 5º posto in classifica in terza serie. Ha allenato il club sardo anche per un breve periodo in Serie B nella stagione 1957-1958, nella quale è subentrato in panchina a Silvio Piola il 3 novembre 1957 ed è poi stato a sua volta sostituito da Stefano Perati.

## Palmarès

### Giocatore

#### Competizioni regionali
- Seconda Divisione: 1

Cagliari: 1936-1937

### Allenatore

#### Competizioni regionali
- Prima Divisione: 1

Cagliari: 1945-1946